# Sonallis Mayan
Sonallis Mayan Ramos (12 de febrero de 1973) es una deportista cubana que compitió en taekwondo. Ganó dos medallas en los Juegos Panamericanos en los años 1995 y 1999, y cuatro medallas en el Campeonato Panamericano de Taekwondo entre los años 1994 y 2002.

## Palmarés internacional
| Juegos Panamericanos    | Juegos Panamericanos      | Juegos Panamericanos | Juegos Panamericanos |
| Año                     | Lugar                     | Medalla              | Categoría            |
| ----------------------- | ------------------------- | -------------------- | -------------------- |
| 1995                    | Mar del Plata (Argentina) | Medalla de oro       | –60 kg               |
| 1999                    | Winnipeg (Canadá)         | Medalla de oro       | +67 kg               |
| Campeonato Panamericano |                           |                      |                      |
| Año                     | Lugar                     | Medalla              | Categoría            |
| 1994                    | Heredia (Costa Rica)      | Medalla de bronce    | –60 kg               |
| 1996                    | La Habana (Cuba)          | Medalla de bronce    | –70 kg               |
| 1998                    | Lima (Perú)               | Medalla de oro       | +70 kg               |
| 2002                    | Quito (Ecuador)           | Medalla de plata     | +72 kg               |